# Perna

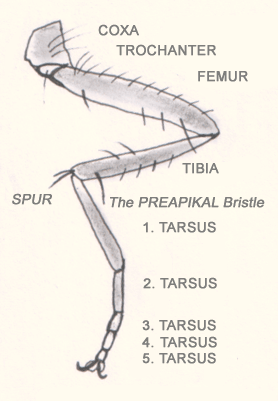
Diagrama de uma perna de um inseto

Na linguagem vulgar, as pernas são os órgãos de locomoção de muitos tipos de animais, também chamados "patas" e são geralmente em número par. Nos vertebrados são normalmente designados "membros".
Por extensão, no português, utiliza-se o termo perna para indicar a parte de qualquer objeto que assenta num suporte (cadeira, mesa, etc.), como na expressão perna da mesa.